# Casey van Schagen
Casey van Schagen (* 18. Februar 1980 in Blackstock, Ontario, Kanada) ist ein ehemaliger niederländisch-kanadischer Eishockeyspieler, der den größten Teil seiner Karriere bei den Tilburg Trappers in der niederländischen Ehrendivision spielte und seit 2013 Assistenztrainer der Port Perry MoJacks in der Central Ontario Junior Hockey League ist.

## Karriere

### Clubs
Casey van Schagen, der als Sohn niederländischstämmiger Eltern in Kanada aufwuchs, begann seine Karriere als Eishockeyspieler bei den Weyburn Red Wings, mit denen er 2001 die Saskatchewan Junior Hockey League gewann. Anschließend spielte er für die Missouri River Otters in der United Hockey League. 2003 wechselte er in die Heimat seiner Vorfahren und spielte die nächsten acht Jahre bei den Tilburg Trappers in der niederländischen Ehrendivision. Mit dem Team aus der Provinz Nordbrabant gewann er 2007 und 2008 die niederländische Meisterschaft sowie 2006, 2008 und 2011 auch den nationalen Pokalwettbewerb. Nach dem dritten Pokalsieg wechselte er zu den Eindhoven Kemphanen, bei denen er seine Karriere ausklingen ließ.

### International
Mit der niederländischen Nationalmannschaft nahm van Schagen an den Weltmeisterschaften der Division I in den Jahren 2006, 2007, 2008, 2009, 2010 und 2011 teil. Zudem vertrat er die Niederlande beim Qualifikationsturnier für die Olympischen Winterspiele in Vancouver 2010.

## Trainer
Nach seiner aktiven Karriere kehrte van Schagen nach Kanada zurück und schlug dort die Trainerlaufbahn ein. Er ist seit 2013 Assistenztrainer der Port Perry MoJacks in der Central Ontario Junior Hockey League.

## Erfolge und Auszeichnungen
- 2001 Gewinn der Saskatchewan Junior Hockey League mit den Weyburn Red Wings
- 2006 Niederländischer Pokalsieger mit den Tilburg Trappers
- 2007 Niederländischer Meister mit den Tilburg Trappers
- 2008 Niederländischer Meister und Pokalsieger mit den Tilburg Trappers
- 2011 Niederländischer Pokalsieger mit den Tilburg Trappers

## Ehrendivisions-Statistik
(Stand: Ende der Spielzeit 2011/12)